# Confectie-industrie in Groningen

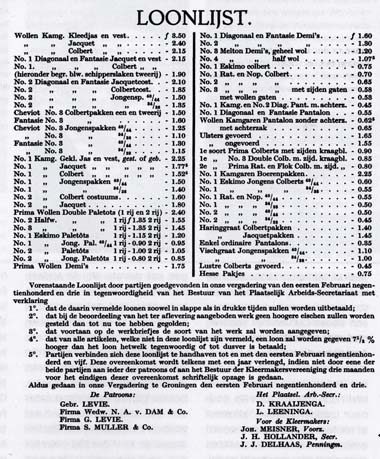
In 1903 afgesloten collectieve arbeidsovereenkomst in de kledingindustrie te Groningen

De confectie-industrie in Groningen heeft daar bestaan van 1880 tot begin 1981, toen de laatste drie bedrijven failliet gingen. Dit kwam mede doordat de staat, onder het kabinet-Van Agt I, geen staatssteun aan deze industrietak meer wilde verlenen. Men was toen van mening dat Nederland rijp was voor de 'meer geavanceerde industrie'. De werknemers van het bedrijf Union verzetten zich tegen dit besluit door op 8 december 1980 hun eigen fabriek te bezetten.

## Het begin
Rond 1880 openden de gebroeders De Levie een atelier aan de Carolieweg te Groningen. Ze waren de eersten die naast maatpakken ook standaardmaatpakken gingen maken. Het grote voordeel hieraan was, dat men pakken in voorraad kon houden. Daarnaast maakten de drie broers gebruik van de bestaande distributienetwerken in de stad Groningen.
Naarmate de infrastructuur verbeterde en de communicatiemogelijkheden toenamen, kon men ook buiten Groningen producten afzetten. Hiermee begon een periode van schaalvergroting en massaproductie.

### Van 1900 tot 1940
Het aantal ateliers in Groningen was sterk toegenomen, zo sterk, dat er in 1903 een kleermakersopstand uitbrak.
In 1907 openden de gebroeders De Levie de eerste herenkledingfabriek in de stad Groningen. In deze fabriek beschikte men over een blindstikmachine en een stoompers. Deze machines leverden bij de werknemers enig protest op. Sommigen probeerden de machines zelfs te slopen, uit vrees voor verlies van hun eigen baan. Naast herenpakken werden er ook pantalons en regenpakken vervaardigd.
Tijdens de Eerste Wereldoorlog steeg de vraag naar kleding en uniformen, o.a. uit Duitsland en Engeland. Dit leidde tot meer welvaart onder de werknemers: hun loon verdrievoudigde en men ging zich meer richten op kwaliteit.

### Van 1940 tot 1945
De meeste confectiefabrieken in Groningen waren in handen van Joodse ondernemers. In 1942, toen een al een groot deel van de Joden was gedeporteerd, nam een kledingfabriek te Frankfurt de fabrieken over. Zo verging het bijvoorbeeld ook de herenkledingfabriek van de Gebroeders Levie. Voordat de Gebroeders Levie zich in het buitenland (Palestina en Amerika) in veiligheid brachten, benoemden ze hun vertrouwenspersoon en vriend, de niet-joodse Gerrit Burrie (procuratiehouder van de fabriek) als directeur. Een van de eerste taken die hij op zich nam, was belangrijke machines opbergen (in Engelbert aan de plas) en proberen Joodse werknemers veilig te stellen. Uit veiligheidsoverwegingen deed hij dat met een van de te vertrouwen werkplaatschefs, zijn dochter Pietertje en zijn beide aanstaande schoonzoons Jaap Volkers en Wil van de Griendt. Het leidde er echter toe dat Burrie door de nazi's werd opgepakt en via het Scholtenhuis, Kamp Amersfoort naar Vught werd gedeporteerd. Hij was "judenfreundlich".
Na de oorlog werden onder hevig protest de fabrieken weer teruggegeven aan de nog levende rechtmatige eigenaars; zo ook verging het de fabriek van de Gebroeders Levie. Gerrit Burrie werd geridderd voor zijn inzet maar overleed op relatief jonge leeftijd in 1952.

### Van 1950 tot 1966
In de periode 1950-1966 maakte de confectie-industrie nog een kleine bloei door. Niet alleen de vraag naar herenpakken, maar ook de vraag naar uniformen door de overheid droeg hieraan bij. De confectie-industrie was daardoor na de oorlog nog een van de belangrijkste werkgevers voor de stad Groningen. Vooral ongeschoolde arbeiders konden er terecht. Toch voelden de ondernemers zich onzeker, vandaar dat in 1952 zes kledingfabrieken, waaronder Levie, Union, Muller en Grol, gezamenlijk een groep oprichtten onder de naam Skill-O-6 (de kunde van zes). Samen maakten zij afspraken, onder meer dat men elkaar niet mocht beconcurreren en dat men 100% scheerwol moest gebruiken. Deze samenwerking was geen lang leven beschoren en al aan het eind van de jaren vijftig werd het verband ontbonden. Ondertussen raakte de confectie-industrie gebukt onder hogeloongolven en schaarste aan personeel. Dit laatste was zo erg, dat men in 1964 personeel ging werven via een apart voor de kledingindustrie opgezette krant.

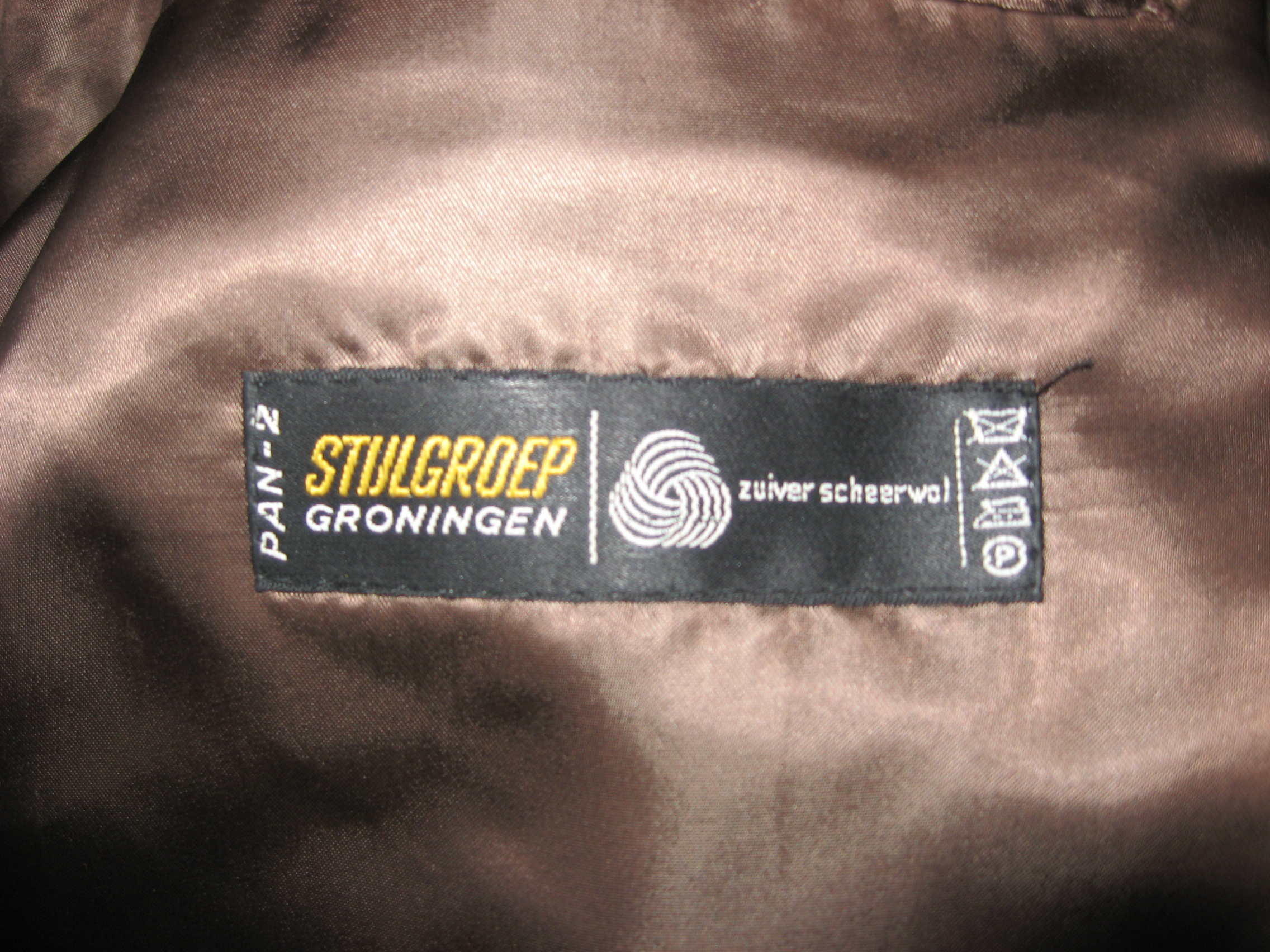
Label van de Stijlgroep Groningen

### Van 1966 tot 1981
In 1960 besloten de zes fabrikanten opnieuw een verbond aan te gaan. Dit zou leiden tot de Stijlgroep Groningen. Een van de nieuwe afspraken die hierin werden gemaakt, was dat men Terlenka zou gebruiken en dat men het model van het herenpak trachtte te verbeteren. Deze stijlgroep had veel succes en bouwde in de jaren zestig een goede naam op. In 1972 werd deze echter weer ontbonden.

### 1966
In 1966 bracht een commissie van het Ministerie van economische zaken onder leiding van Joop den Uyl de nota Inzake groei en structuur van onze economie uit. Deze nota hield sterk rekening met de toekomst, want volgens de toenmalige voorspellingen zouden er tegen het jaar 2000 in Nederland ongeveer 20 miljoen mensen wonen. Om de welvaart die men na de wederopbouw had verkregen, vast te kunnen houden, was het noodzakelijk dat de industrie zich verder zou ontwikkelen. Daarbij was men van mening dat de arbeidsintensieve industrie langzaam naar de lagelonenlanden moest worden verplaatst. Een indirecte daarvoor uit die tijd was een verlaging van de invoerrechten op kleding.
De confectie-industrie in Groningen voelde al direct de klappen van dit nieuwe beleid. De bedrijven Grol en de Groninger Kleding Unie gingen eind jaren zestig kort na elkaar failliet. Alleen Levie, Muller en Union bleven over.

### 1980
De laatste drie bedrijven poogden eind 1980 om in leven te blijven. Zo werd er nieuw leven geblazen in de Stijlgroep Groningen en wilde men de laatste drie bedrijven met elkaar laten fuseren. Van deze fusie kwam echter niets terecht, omdat men daarvoor 20 miljoen gulden aan staatshulp nodig had. Minister Van Aardenne weigerde dit echter. Hij was van mening dat de kledingindustrie zichzelf moest kunnen bedruipen. Ondertussen voerde de gemeente Groningen felle gesprekken in Den Haag. De gemeente was van mening dat als de confectie-industrie zou verdwijnen, daarmee ook de knowhow voorgoed verloren zou gaan. Ook deze gesprekken liepen op niets uit.
Begin 1981 was het gedaan: binnen drie maanden waren de bedrijven failliet. Hiermee was er een einde gekomen aan honderd jaar confectie-industrie in Groningen.
Andere oorzaken waardoor de confectie-industrie verdween, was dat er steeds meer vrijetijdskleding gedragen werd en dat er ook sprake zou zijn van mismanagement. Zo zou Muller te weinig moeite hebben gedaan om het herenpak te verbeteren en zou het bestuur van Levie te veel op eigen belang uit zijn geweest.

## Union
De werknemers van het kledingbedrijf Union lieten het er niet bij zitten. Op 8 december 1980 bezetten zij hun fabriek, dit bleek echter vruchteloos. Op 17 april 1981 besloten zij dan ook een eigen kledingfabriek op te richten. Hiervoor kochten zij de machines en zelfs een computer terug van de gemeente, die de inboedel van de fabriek daarvoor had overgenomen. Het bedrijf werd echter een fiasco.